# Ivan Fedoseev
Pour les articles homonymes, voir Fedoseev.
Ivan Andreyevich Fedoseev (en russe : Иван Андреевич Федосеев), né le 7 janvier 1909 à Приютное, province d'Orenbourg et mort le 22 mars 1998, est un historien des sciences⁣⁣, spécialiste du développement des sciences géographiques et particulièrement de l'hydrologie de surface.

## Biographie
Ivan Fedoseev se forme dans un premier temps comme Ingénieur de ressources d'eau jusqu'en 1935. En 1938, il devient inspecteur du Comité des affaires scolaires supérieures du Conseil des commissaires du peuple. Après quelques ânées, il sera nommé vice-président du conseil. Cette même ânée, il est nommé ingénieur principal lors de la construction de choc Exposition des réalisations de l'économie nationale (VDNKh) à Moscou. Un drainage à grande échelle de la zone fortement inondée a été réalisé avec un usage notable d'une main d'œuvre prisonnière.
Depuis 1954, il se tourne vers l'histoire des sciences en tant que chercheur à l'Institut d'histoire des sciences naturelles et technologiques de l'Académie des sciences de Russie. Il a écrit près de 70 ouvrages, dont Développement des connaissances sur l'origine de la quantité et le cycle de l'eau sur Terre (en russe : Развитие знаний о происхождении количества и круговороте воды на Земле), publié en 1967. Fedoseev a aussi été membre du comité de rédaction de la série Littérature scientifique et biographique de la maison d'édition Nauka. Il est membre correspondant de l'Académie internationale d'histoire des sciences.